# Tosia Altman
Tosia Altman (en hebreu: טוסיה אלטמן; Włocławek, Polònia, 24 d'agost de 1918 - Varsòvia, 26 de maig de 1943) va ser una resistent polonesa de confessió jueva. Activament implicada en la resistència del gueto de Varsòvia, conjuntament amb Mordechai Anielewicz, durant la Segona Guerra Mundial, va ser una persona cabdal pel que fa a l'arribada de correu, armes, aliments i explosius al si del gueto. La seva semblança a l'estereotip ari de la ideologia nazi (era rossa i tenia els ulls blaus) li va permetre dissimular la seva activitat durant molt de temps. Amb tot, va ser capturada el 24 de maig i morí dos dies després per mor de les seves ferides ocasionades per l'incendi d'una fàbrica.